# Вилхелм I фон Шварценберг
Вилхелм I фон Шварценберг (на немски: Wilhelm I von Schwarzenberg; † сл. 1234) е благородник от Шварценберг.

## Произход
Той е син на Герлакус/Герлах фон Шварценберг (* ок. 1192; † сл. 1208). Внук е на Теодерих де Хунолщайн († 1158). Брат е на Йохан фон Шварценберг († 1270/1302).

## Деца
Вилхелм I фон Шварценберг има един син:
- Вилхелм II фон Шварценберг († пр. 1301), женен за Хилдегард фон Хаген († сл. 1286), дъщеря на Теодерих фон Хаген († 1274) и Мехтилд фон Мандершайд († 1296); родители на:
  - Йохан фон Шварценберг († сл. 1280)
  - Тилеман фон Шварценберг († 1337/1343), рицар, женен за Луция и има пет деца